# Johannes Frederik Hulk
Johannes Frederik Hulk sr.  (Amsterdam, 9 januari 1829 – Haarlem, 12 juni 1911) was een Nederlandse kunstschilder, tekenaar, winkelier in verfbenodigdheden en fotograaf.

## Leven en werk
Hulk werd in 1829 in Amsterdam geboren als jongste zoon van de koopman Hendrik Hulk en van de Engelse Mary Burroughs. Hij kreeg schilderles van zijn oudere broer Abraham en van Kasparus Karsen. Als schilder maakte hij vooral landschappen, stads- en dorps- en haven- en zeegezichten. Zelf gaf hij onder meer les aan zijn zoon John Hulk, aan Bernard de Hoog, aan Bertha Müller en aan Elias Stark. Hij was lid van de kunstenaarsvereniging Arti et Amicitiae in Amsterdam. 
Hulk was niet alleen schilder van landschappen, marines, havengezichten, stads- en dorpsgezichten, hij was ook tekenaar en bezat een winkel in schilder- en tekenbenodigdheden aan het Amsterdamse Rokin, 'De Rembrandt'. Na de opkomst van de fotografie bekwaamde hij zich ook in deze nieuwe discipline. Samen met een compagnon, Pieter Vlaanderen, had hij een fotoatelier genaamd "Rembrandt", eveneens aan het Rokin. Zij werkten tot 1867 samen als het fotografisch atelier Hulk & Vlaanderen. Ook aan de Geldersekade in Rotterdam openden zij een studio.
Hulk woonde en werkte het grootste deel van zijn leven in Amsterdam en in het nabijgelegen Sloten. Na 1901 woonde hij achtereenvolgens in Vreeland, Abcoude en Haarlem. Hulk was tweemaal gehuwd. Na het overlijden van zijn eerste vrouw, Hermine Cornelie Auguste Mulder in 1866, hertrouwde hij op 13 december 1868 in Muiden met zijn huishoudster Margaritha Bakker. Hij overleed in 1911 op 82-jarige leeftijd in Haarlem. Hij werd op vrijdag 16 juni 1911 begraven op de familiebegraafplaats in Muiderberg.
Uit zijn eerste huwelijk werden een dochter Betsy (1853-1903) en een zoon Johannes Frederik (John) Hulk geboren.

## Galerij

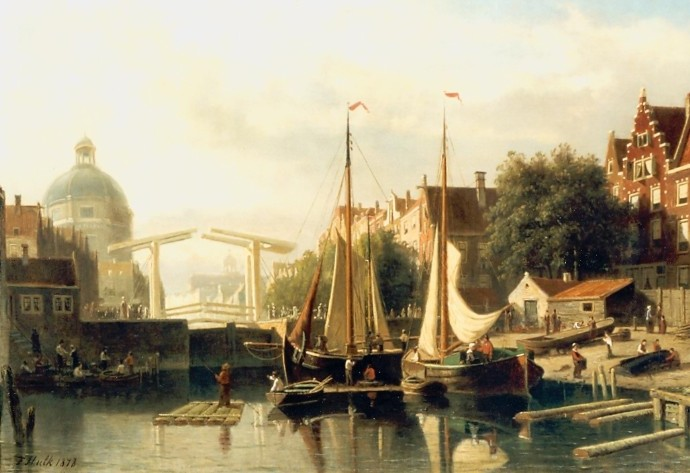
Zicht op Amsterdamse binnenhaven, ca. 1880
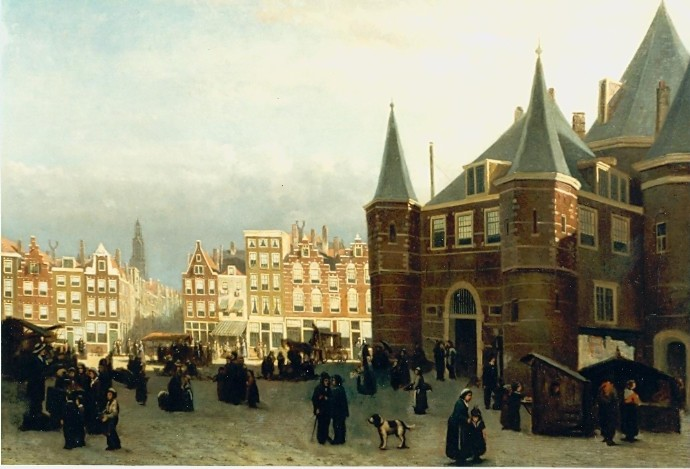
Markt bij de Waag op de Nieuwmarkt, Amsterdam, ca. 1880
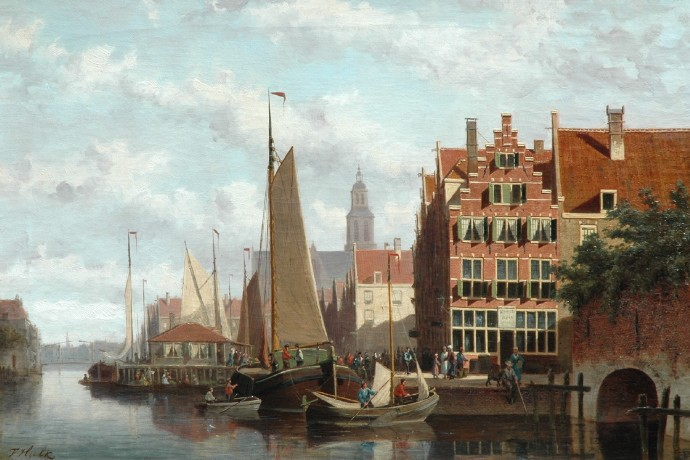
Afgemeerde platbodems bij een losplaats, olieverf op doek, ca. 1880
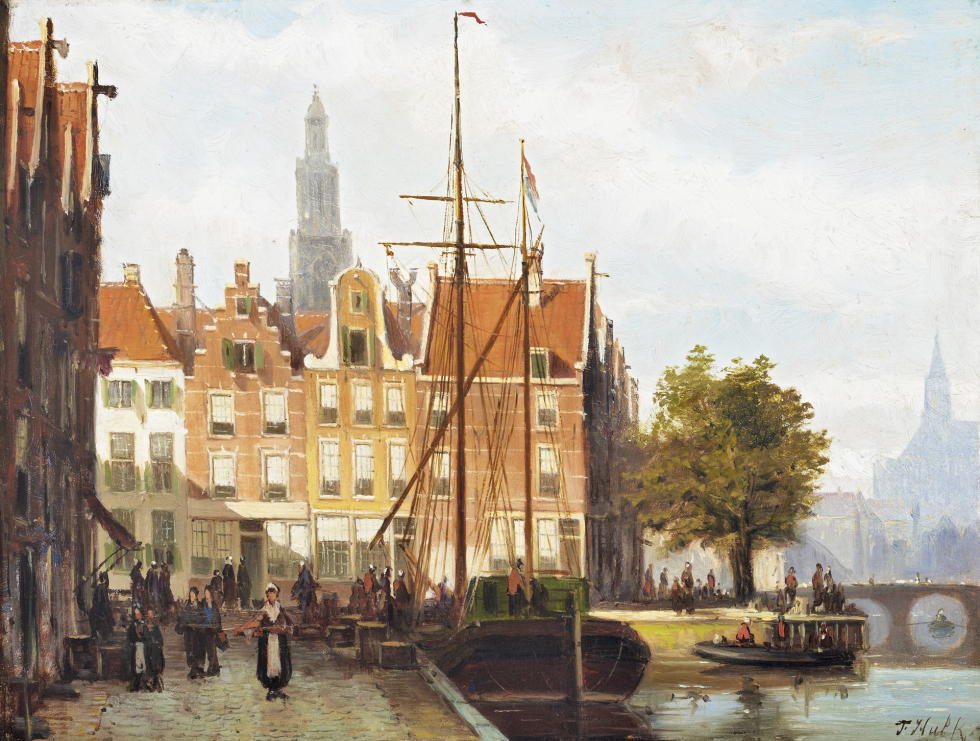
Zicht op het Spaarne, Haarlem, ca. 1880

## Tentoonstellingen
Hij hield tentoonstellingen van zijn fotografisch werk in het Paleis van Volksvlijt te Amsterdam in 1865 en ook in het Prentenkabinet van de Rijksuniversiteit van Leiden.